# Else Jacobsen
Pour les articles homonymes, voir Jacobsen.
Else Agnes Ella Jacobsen, née le 31 mai 1911 à Ordrup et morte le 3 avril 1965 à Copenhague, est une nageuse danoise.

## Biographie
Else Jacobsen termine quatrième de la finale du 200 mètres brasse aux Jeux olympiques d'été de 1928 à Amsterdam ; elle est également éliminée en séries du 100 mètres dos.
Aux Jeux olympiques d'été de 1932 à Los Angeles, la Danoise remporte une médaille de bronze sur 200 mètres brasse.